# Parepistaurus felix
Parepistaurus felix är en insektsart som beskrevs av Kevan, D.K.M. 1955. Parepistaurus felix ingår i släktet Parepistaurus och familjen gräshoppor. Inga underarter finns listade i Catalogue of Life.